# Móré László (rablólovag)
Csulai Móré László (Nagycsula, 1475-1480 – Isztambul, floruit 1554) a 16. században a Magyar Királyság területén, a magyar belháborúkban részt vevő rablólovag, dúsgazdag délvidéki kiskirály. A két keresztény királlyal való szembenállása miatt a krónikások rossz színben tüntetik fel.

## Élete
Román eredetű, Hunyad vármegyei köznemesi családból származott. 1475–1480 között a család központi fészkében születhetett. Apja, Csulai Vlad, kisbirtokos kenéz volt.
Egyik bátyja, Móré György előbb szörényi (1492–94), majd nándorfehérvári bán (1495–1506) volt, korábban már Hunyadi Mátyás udvarában is foroghatott. Állítólag II. Lajos magyar király kísérőjeként, a mohácsi csatában esett el. A másik Móré fivér, Fülöp Itáliában, a magyarok által frekventált Bolognai Egyetemen szerzett alapos humanista képzettséget. Hazaérkezte után királyi titkár, s rövidesen a királyné udvarmestere, majd Magyarország állandó velencei követe lett. Egyházi méltóságai: előbb bácsi, majd budai, végül egri prépost, közben esztergomi kanonok, míg elérkezett végső állomáshelyére, Pécsre, ahol előbb prépost, majd 1524-től haláláig pécsi püspök volt. Világi karrierjében Szatmári György esztergomi érsek támogatta. Pécsett egyházi hivatala mellett Baranya vármegye főispánjának tisztét is betöltötte. Bátyjához, Györgyhöz hasonlóan a mohácsi vész idején hunyt el; csata után még el tudott menekülni, ám sebesüléseibe hamarosan belehalt.
László már fiatalon a királyi udvarnál szolgált, amire egy 1495-ös keltezésű adat utal, miszerint a lőcsei országgyűlés idején a kincstárnok az ő számára is ruhaposztót utalt ki. Ekkortájt apródként a nemesi ifjak szokásos életét élhette, akik iskola híján rendszerint a király, vagy jelentősebb nagyurak mellett tanulták ki a katonai mesterséget és a társadalmi, meg nemzetközi diplomáciai szabályokat.
Harmincas éveiben részt vett a Dózsa György-féle parasztfelkelés leverésében is. 1514. június 21-én Bornemissza János budai várnagy alvezéreként harcolt a gubacsi csatában, ahol Dózsa testvérének, Gergelynek paraszthadait is szétverték. Olyan alvezértársai voltak itt, mint a mohácsi csata fővezére, Tomori Pál kalocsai érsek, vagy Batthyány Ferenc későbbi horvát bán, aki Móréval együtt ekkor már a király ifjú kamarása volt.
Az ifjú Lajos király és az energikus királyné egyaránt kedvelték. Előbb főpohárnoki, majd királyi tanácsos lett, s e címekkel többnyire hűbérbirtok is járt, ami a megélhetés legfőbb forrása volt. 1523-ban már Úri Pest megyei község birtokosa volt.
1524-ben elhunyt az országrésznyi birtokkal rendelkező bán, Újlaki Lőrinc herceg. Második felesége, a még mindig fiatal és szép Bakos Magdolna megözvegyülvén ultimátumot kapott a királytól: csak akkor maradhat elhunyt férje birtokán, ha kezét a jóképű, középkorú, szintén özvegy Móré Lászlónak nyújtja. (Ehhez tartozott Kaposvár vára, Raholca és Gotó is.) 1527-ben Ferdinánd és Szapolyai között kirobbant háborúban jó alkalmat látva, a maga céljaira kezdett rabolni. Egyik király pártjára sem állt, ugyanúgy harcolt az osztrákok és a németek ellen, akárcsak Szapolyai pártja, vagy a törökök ellen is. Érdeme volt viszont, hogy Nándorfehérvárnál valameddig feltartóztatott egy nagyobb török sereget a mohácsi vész idején (emiatt később, enyingi Török Bálinthoz hasonlóan, 1545 után ő is a Jedikulába került).
Házasságával szerzett birtoka révén a főurak közé emelkedett. A nagy vagyon azonban Szapolyai János vetélytársává tette, aki elérte, hogy a hatvani rendi országgyűlés neki ítélje a vitatott örökséget. Azonban Móré felvette a kesztyűt, vállalva mind a pert, mind a fegyveres ellenállást.
Mohács után Szapolyai király lett. Móré ennek ellenére megtartotta birtokait. Ravaszul elment Szapolyai koronázására, aki ezt behódolásnak vehette, s jónak látta saját táborában bírni a dúsgazdag és erős főurat. Móré később, amikor érdekei úgy kívánták, Ferdinánd pártjára állt, akitől 1529. július 13-án „hűséges szolgálataiért” megkapta Jásdot.

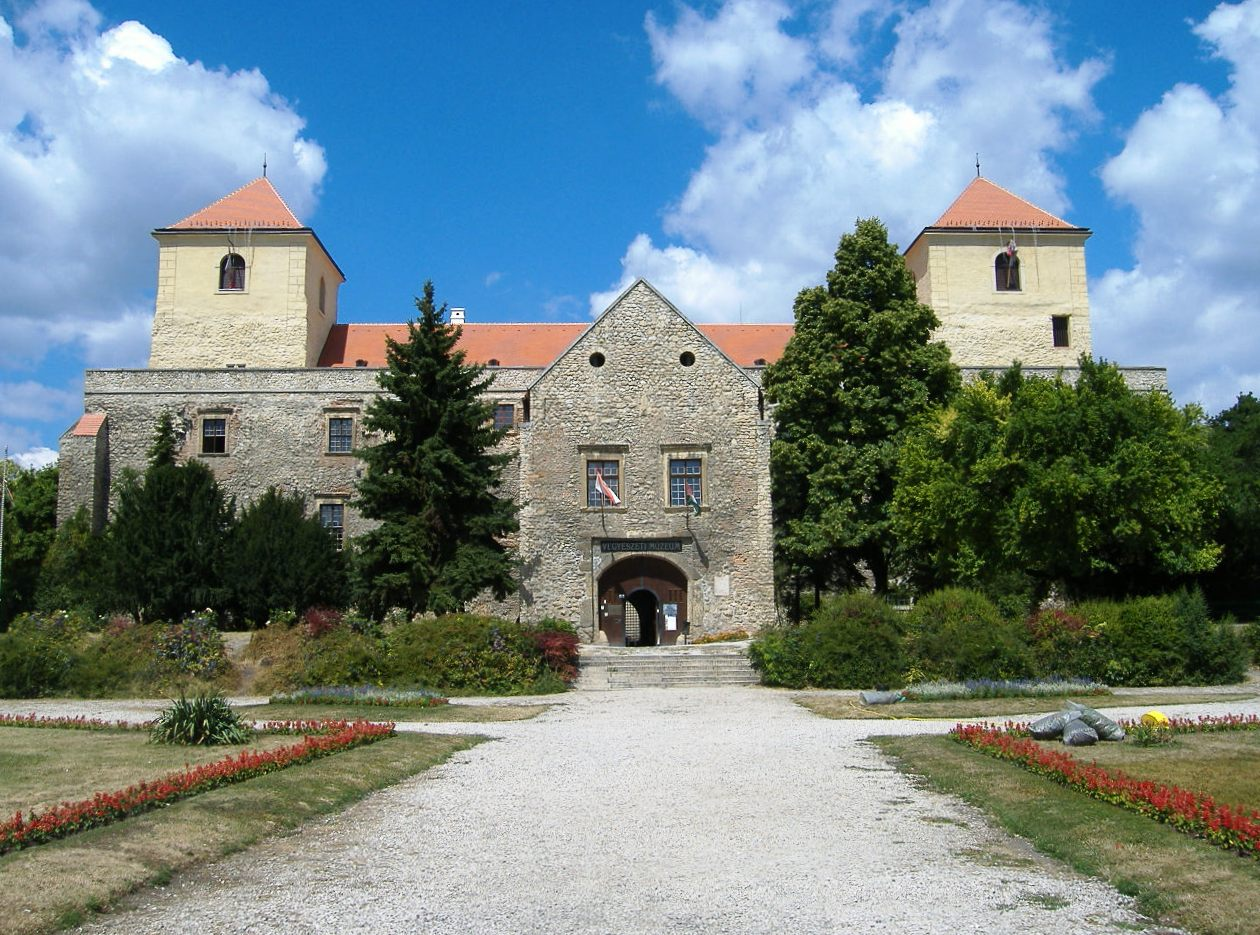
A várpalotai vár

Tartósan azonban egyik uralkodót sem szolgálta. Várpalotai várát 1529-re megerősítette, s néhány esztendő alatt Székesfehérvár környékén százötvenezer forint értékű vagyont szedett össze. Rablásait, túszszedéseit mind a két király rossz néven vette, és Mórét a visegrádi fegyverszünetből kizárta. 1533. április 13-án Laszky Jeromos parancsot kapott János királytól, hogy vegye be Palotát. Ehhez csatlakozott egy török segédcsapat és Ferdinánd részéről mintegy félszáz felvidéki bányász, akik aknákat ástak a vár alá. Azokban tüzet gyújtottak, amitől a várfalak leomlottak. A keletkezett résen a törökök benyomultak, s a várvédőket lemészárolták. Móré gyermekei megmenekültek, de végül török fogságba kerültek. Móré horvátországi birtokára, az erős Raholcára menekült. Itt csendesen élt egészen 1537-ig, amikor a törökök és Szapolyai seregei több várából is elüldözték. 1542-ig aztán huszárjaival Ferdinánd zsoldjában harcolt a déli végeken.
1542-ben első feleségének egyik rokona, Losonci István neki adta a kisnánai várat. Móré nem megvert, menekülő számkivetettként érkezett Nánára. Erős huszárcsapata a legenda szerint mesés kincseket kísért. Ebben várban is fényűző módon élt, amivel ismét kihívta a krónikások rosszallását. Érkezése után egy éven át folyamatosan zaklatta a vásárokat, a törököket, s amikor kirabolta Szolnok közelében a budai pasa karavánját, a török főtiszt a Várpalotát bevevő Kászon pasát tette meg az ostromló sereg alvezéréül. 1543 őszén a török sereg megérkezett a vár falai alá. Istvánffy Miklós szerint Móré az ilyenkor szokásos csellel próbált szabadulni: az ostromlók elé aranyat szórt, s amíg azok azt szedegették, megpróbált megszökni a fiaival. A menekülés nem sikerült, elfogták és erős őrizet mellett Sztambulba vitték, s végleg a hírhedt török börtönerődbe, a Héttoronyba zárták.
A sztambuli fogságban felvette az iszlám vallást annak reményében, hogy így szabadabban mozoghat, s talán lehetővé válik szökése is.

## Művészet
- 1533 nyarán Gárdonyi Géza: Egri csillagok című regényében úgy tűnik fel mint sebhelyes, barna képű, gátlástalan csaló, hazaáruló, aki még a törökkel is összeszűri a levet.